# 尤西比奧
（1942年1月25日—2014年1月5日），前葡萄牙足球員，是20世紀60年代一位射手。2004年，他位列球王比利評選的125位最出色的在世球星（FIFA 100）中。
有「黑豹」之稱的尤西比奧出生於葡萄牙管辖的非洲莫桑比克的首都洛倫索－馬貴斯（Lourenço Marques，現在稱為馬普托），後來成為了葡萄牙國家足球隊的前鋒，而尤西比奧的特點是速度驚人。
他不但為葡萄牙奪得1966年世界杯的季軍，更是該屆的神射手。在該屆世界杯，葡萄牙在八強賽中，對手是當時表現驚人的，葡萄牙先落後三球，但憑著尤西比奧的力挽狂瀾，個人獨進4球，最終以5:3逆轉獲勝，繼續晉級。
2014年，尤西比奥因心脏衰竭当地时间1月5日凌晨在里斯本去世。葡萄牙宣布全国为他的逝世哀悼三天。
在2007年票選最偉大的葡萄牙人中，他排名第15。

## 榮譽
- 1961: 舊葡甲冠軍, 洲際盃亞軍
- 1962: 歐洲冠軍球會盃冠軍, 葡萄牙盃, 洲際盃亞軍
- 1963: 舊葡甲冠軍, 歐洲冠軍球會盃亞軍
- 1964: 舊葡甲冠軍, 葡萄牙盃
- 1965: 舊葡甲冠軍, 歐洲冠軍球會盃亞軍, 歐洲足球先生
- 1966: 世界盃 第三名
- 1966: 世界盃金靴獎（9球）
- 1967: 舊葡甲冠軍
- 1968: 舊葡甲冠軍, 歐洲冠軍球會盃亞軍
- 1969: 舊葡甲冠軍, 葡萄牙盃
- 1970: 葡萄牙盃
- 1971: 舊葡甲冠軍
- 1972: 舊葡甲冠軍, 葡萄牙盃
- 1973: 舊葡甲冠軍
- 1974: 舊葡甲冠軍
- 1976: Mexican Championship
- 1976: 北美足球聯賽（NASL）冠軍